# جورج واشنطن بروكس
جورج واشنطن بروكس (بالإنجليزية: George Washington Brooks)‏ هو قاضي ومحامي وسياسي أمريكي، ولد في 16 مارس 1821، وتوفي في 6 يناير 1882. انتخب عضو مجلس نواب كارولينا الشمالية.